# Gotihawa
Gotihawa (nep. गोटिहवा) – gaun wikas samiti w zachodniej części Nepalu w strefie Lumbini w dystrykcie Kapilvastu. Według nepalskiego spisu powszechnego z 2001 roku liczył on 615 gospodarstw domowych i 4148 mieszkańców (2017 kobiet i 2131 mężczyzn).